# Somigliana-Gletscher
Der Somigliana-Gletscher ist ein Gletscher an der Loubet-Küste des Grahamlands auf der Antarktischen Halbinsel. Im nördlichen Teil der Arrowsmith-Halbinsel fließt er in nördlicher Richtung zur Langmuir Cove.
Der Falkland Islands Dependencies Survey kartierte ihn anhand von Vermessungen und Luftaufnahmen aus den Jahren von 1956 bis 1959. Das UK Antarctic Place-Names Committee benannte ihn am 23. September 1960 nach dem italienischen Mathematiker und Physiker Carlo Somigliana (1859–1955), der 1921 eine sich später als fälschlich erweisende Theorie zum Gletscherfluss aufgestellt hatte.